# Magnus af Øsel
Prins Magnus (26. august 1540 på Københavns slot – 18. marts 1583 i Pilten), prins af Danmark, hertug af Holsten, konge af Livland og næstældste søn af kong Christian den 3. og dronning Dorothea.

## Barndom
Om hans barndom vides kun lidt. Han blev opdraget sammen med en yngre broder, Hans, og grev Johan af Oldenborg. Hans lærere var først hofprædikanten Poul Noviomagus siden Caspar Mule og Lucas Bacmeister. Kun to år gammel mistede han det ene øje under sygdom. 17 år gammel rejste han med en søster, kurfyrstinde Anna af Sachsen, til Tyskland for at blive uddannet ved et fremmed hof, som det var almindeligt for fyrstebørn. Han er i tilknytning til disse ophold i det fremmede blevet beskyldt for at være ødsel, letsindig og med hang til sanselige nydelser. Han vendte 1559 19 år gammel tilbage til Danmark for at deltage i broderen, Frederik 2.s, kroning.

## En levevej under trange vilkår
For at undgå uheldige delinger af den kongelige del af hertugdømmerne var der tidligt gjort forsøg på at finde en passende stilling andetsteds. Det mislykkedes at skaffe ham koadjutoratet i Riga, gøre ham til biskop i Dorpat (Tartu) eller Lübeck eller til ærkebisp i Bremen. I 1560 købte kong Frederik 2. af Danmark Øsel-Wiek bispedømme fra den sidste fyrstbiskop, Johan von Münchhausen. Besiddelserne blev nu givet som en apanage til Magnus, der ellers havde titel af hertug af Holsten, mod at han afstod sine rettigheder i hertugdømmerne. Danmark overdrog Wiek til Polen for til gengæld at overtage livlandske besiddelser på Øsel.
Forholdene i Livland var brogede. Området var delt i:
1. områder under den Tyske Orden,
2. områder under ærkebispen i Riga,
3. Øsel-Wiek bispedømme,
4. Dorpat bispedømme,
5. Reval bispedømme,
6. Kurland bispedømme.

Ordensstaten var under opløsning under pres fra svensk og russisk side. Det var således en usikker fremtid, der ventede Magnus.

## Stillingen styrkes
Under de forvirrede forhold søgtes efter en, der kunne bringe en form for orden. Mange håbede, at Magnus kunne blive den, der skabte fasthed og sikkerhed, og det bidrog til en kortvarig fremgang for ham. Kort efter hans ankomst i maj 1560 blev han valgt til biskop over Øsel-Wiek bispedømme. Derefter blev han valgt til administrator af Reval stift, og flere af ordensmesteren Gotthard Kettlers tilhængere sluttede sig til ham. Snart var han herre over stifterne Øsel, Reval og Kurland: en samlende skikkelse. Men stillingen var fortsat meget usikker, og især russerne hærgede hans områder.
I første omgang søgte han hjælp hos broderen. I februar 1561 vendte han tilbage til Danmark. Under moderen, enkedronningens, tilskyndelse støttede Frederik den 2. ham med penge og soldater, men på betingelse af, at hele den udøvende myndighed lagdes i hænderne på en statholder udnævnt af kongen. I maj 1561 vendte Magnus tilbage til sit stift fulgt af Christoffer Valkendorf og statholder Diderich Behr.

## Modgangen vokser
Samme år gik Ordensstaten helt i opløsning, og det fik følger:
- svenskerne besatte Reval, Haapsalu og Estland,
- russerne besatte dele af det nordlige Estland,
- Kurland blev vasalstat af Polen under Ordensmesteren.

Magnus forvaltningsområde blev derved indskrænket til Øsel, og han måtte her tilmed affinde sig med statholderens tiltag. Magnus forsøgte at slippe ud af denne situation ved:
- at henvende til broderen om yderligere hjælp, som Frederik den 2. afviste,
- at fri til den polske prinsesse Anna Jagellonica 1565-1567, men frieriet blev afvist og dermed muligheden for at erhverve Livland som len af Polen,
- forsøge at erobre Reval fra svenskerne, hvilket mislykkedes.

Herefter var der kun en mulighed tilbage: at opnå forlig med Moskva.

## Samarbejdet med Ivan Vasiljevitj
1570 opsøgte Magnus Ivan Vasiljevitj (Ivan den Grusomme). Den 10. juni 1570 blev Magnus af zar Ivan kronet til konge af Livland og lovet zarens niece til ægte. Problemet var imidlertid, at det var en titel uden indhold, da området jo var besat af svenskerne. Magnus blev overdraget kommandoen af 20.000 soldater fra zaren. Forsøgene på at erobre Reval mislykkedes og Frederik 2. erklærede, at han ikke ville tilbagegive ham Øsel, før hans forbund med Ivan var afviklet. 1573 ægtede Magnus den russiske prinsesse Marie og håbede at få fornyet hjælp fra zaren, men fik den ikke.

## Forhandlinger med Polen
Magnus forsøgte dernæst at indgå hemmelige forhandlinger med Polen, men fik intet ud af det. I 1577 lykkedes det Magnus at overtale den livlandske adel til, at lade ham lede området og beskytte det mod udefra kommende fjender. Da zaren fattede mistanke til ham, blev han fængslet, truet på livet og måtte bede om nåde. Nåden fik han og flygtede derefter til Polen, hvor han i 1578 afstod sine få besiddelser og derefter levede som den polske konges lensmand i Pilten i Kurland til sin død den 18. marts 1583, 43 år gammel.

## Familien
Enken Marie tog siden tilbage til Rusland og gik i kloster med datteren Eudoxia.

## Eftermælet
Vurderingen af Magnus er diskuteret af eftertiden. Dansk Biografisk Leksikon beskriver ham som leder af "herreløse Æventyrere, som huserede i det sønderrevne Land". Den estiske historiker Andres Adamson (der har skrevet en doktordisputats om Magnus) vurderer, at Sveriges senere stormagt ville være blevet stækket, hvis Magnus havde fået den støtte fra sin broder, han håbede på. Magnus uheld var, at han var oppe mod modstandere, der alle havde en stærkere magtbase, end han var i stand til at skabe sig til trods for den imødekommenhed, han mødte i Livland.

## Danskelensmændpå Øsel
- Heinrich Wulf 5 Mar 1562 – 1567
- Christoffer Valkendorf 1563–1567
- Klaus von Ungern zu Dalby May 1573 – Aug 1576
- Johann von Mentz 2 Sep 1576 – 1584
- Mathias Budde 1584 – 1587
- Claus Maltesen Sehested 2 Feb 1599 – 1612
- Niels Mogensen Krag (Nils Kraggen) 1612 – 1615
- Jakob Wacke 1615 – 1635
- Anders Bille 1635 – 1643
- Ebbe Ulfeldt 1643 – 1645

1645 blev Øsel svensk ved Brømsebrofreden.